# François André Michaux
Pour les articles homonymes, voir Michaux.
 (novembre 2012).
François André Michaux est un explorateur, botaniste et médecin français né le 16 août 1770 à la ferme de Satory à Versailles et mort le 23 octobre 1855 à Vauréal.

## Biographie
François André Michaux est le fils d’André Michaux (1746-1802), laboureur à la ferme de Satory qui deviendra botaniste et explorateur, et d'Anne Cécile Claye. Sa mère meurt peu de temps après sa naissance. Adolescent, il part aux États-Unis avec son père, en 1785, pour en explorer les ressources botaniques. Michaux père crée une première pépinière à Hackensack (New Jersey) près de New York, et une seconde près de Charleston (Caroline du Sud). Ils explorent ensemble ces régions et le nord de la Floride.
Il laisse son père et revient en France en 1790 étudier la médecine auprès de Jean-Nicolas Corvisart (1755-1821), futur médecin de Napoléon, et du chirurgien Pierre Joseph Desault. Il est mêlé aux événements de la Révolution. Son père revient en France fin 1796, part avec l'expédition Baudin pour les terres australes en 1801 et meurt à Madagascar en 1802. En 1801, Michaux fils est requis par le gouvernement français pour vendre les plantations que son père avait établies dans le New Jersey et à Charleston. À son retour, en 1803, il fait paraître le compte rendu de son voyage sous le titre de Voyage à l'ouest des monts Alléghanys dans les États de l'Ohio, du Kentucky et du Tennessee, et retour à Charleston par les Hautes-Carolines... entrepris pendant l'an X (Levrault, Schoell et Cie, Paris, an XII (1804) ; traduit en anglais et en allemand en 1805).
Il est le premier voyageur français lors du premier voyage du premier bateau à vapeur au monde le Clermont construit par Robert Fulton
En 1805, il fait paraître Mémoire sur la naturalisation des arbres forestiers de l'Amérique septentrionale (Levrault, Schoell et Cie, Paris, an XIII, 1805). L'année suivante, il est chargé par le gouvernement de déterminer quelles espèces américaines pourraient être acclimatées en Europe et part pour un troisième voyage.
Alors qu’il est en route pour Charleston, il est fait prisonnier sur un vaisseau britannique, mais, lors d'une escale aux Bermudes, il peut circuler librement sur l'île Saint George's. Relâché, il envoie en France, dès son arrivée aux États-Unis, une Notice sur les Îles Bermudes, et particulièrement sur l’Île Saint-Georges. Après son retour en 1808, il fait paraître, de 1810 à 1813, Histoire des arbres forestiers de l'Amérique septentrionale, considérés principalement sous les rapports de leur usage dans les arts et de leur introduction dans le commerce (L. Haussmann et d'Hautel, Paris) qui est traduit en 1817-1819 sous le titre de The North American Sylva, or a Description of Forest Trees of the United States, Canada, and Nowa Scotia, Considered Particularly with Respect to Their Use in the Arts and Their Introduction into Commerce. (Il est intéressant de noter que dans cette publication en anglais, l'auteur se nomme F. Andrew Michaux.) 
Michaux devient administrateur de la Société centrale d’agriculture (aujourd'hui Académie d'agriculture) de 1820 jusqu’en 1855. Celle-ci le charge de créer un arboretum sur le domaine du château d'Harcourt (Eure). Correspondant de l’Académie des sciences, il est décoré de l’ordre de la Légion d'honneur. Maire de Vauréal (Val-d'Oise), de 1834 à 1840 et de 1846 à 1855, il meurt dans sa propriété en 1855, léguant sa fortune à la Société philosophique américaine de Philadelphie.

### Sources
- (en) H. Savage et E. J. Savage, André and François-André Michaux, University Press of Virginia, 1986.
- Régis Pluchet : André Michaux : le laboureur et l'explorateur, in Hommes et Plantes, Hiver 2005, Paris.
- Régis Pluchet : François-André Michaux : l'homme des arbres, in Hommes et Plantes, Automne 2007, Paris.
- Régis Pluchet : L'extraordinaire voyage d'un botaniste en Perse. André Michaux : 1782-1785, éditions Privat, 2014.
- Keir B. Sterling, Richard P. Harmond, George A. Cevasco & Lorne F. Hammond (dir.) (1997). Biographical dictionary of American and Canadian naturalists and environmentalists. Greenwood Press (Westport) : xix + 937 p.
- Jean-Marie Pelt, "Avec les Michaux dans les forêts d'Amérique du Nord" dans La Cannelle et le panda : les grands naturalistes explorateurs autour du Monde, éd. Fayard 1999  (ISBN 978-2213-60466-4)